# Rudolf Burkert
Pour les articles homonymes, voir Burkert.
Rudolf Burkert (né en 1904 et décédé en 1985) est un ancien sauteur à ski et un spécialiste du combiné nordique tchèque.

## Résultats

### Jeux olympiques
| Épreuve / Édition | St-Moritz 1928 |
| Saut à ski        | Bronze         |
| Combiné nordique  | 12e            |

### Championnats du monde
| Épreuve / Édition | Cortina d'Ampezzo 1927 | Innsbruck 1933 |
| Saut à ski        |                        | Argent         |
| Combiné nordique  | Or                     |                |

## Biographie
- (cs) Aleš Suk, « Rudolf Burkert lyžař století, Časopis Krkonoše », Jizerské hory,‎ avril 2011